# Lasse
Lasse ist die Koseform des skandinavischen männlichen Vornamens Lars, wird jedoch auch als eigenständiger Name verwendet. Lars ist wiederum die skandinavische bzw. finnische Kurzform des lateinischen Vornamens Laurentius; zur ursprünglichen Bedeutung des Namens siehe dort. Eine ähnliche schwedische Koseform existiert auch beim Vornamen Bo (Koseform: Bosse).

## Bekannte Namensträger

### Vorname
- Lasse Åberg (* 1940), schwedischer Schauspieler, Regisseur und Musiker
- Lasse Bredekjær Andersson (* 1994), dänischer Handballspieler
- Lasse Berghagen (1945–2023), schwedischer Musiker
- Lasse Boesen (* 1979), dänischer Handballspieler und -trainer
- Lasse Braun (1936–2015), italienischer Filmregisseur
- Lasse Gjertsen (* 1984), norwegischer Animator und Musiker
- Lasse Hallström (* 1946), schwedischer Filmregisseur
- Lasse Johansson (* 1987), schwedischer Eishockeytorwart
- Lasse Kjus (* 1971), norwegischer Skirennläufer
- Lasse Kopitz (* 1980), deutscher Eishockeyspieler
- Lasse Kolstad (1922–2012), norwegischer Film- und Theaterschauspieler und Sänger
- Lasse Kukkonen (* 1981), finnischer Eishockeyspieler
- Lasse Lehtinen (* 1947), finnischer Politiker, Journalist und Schriftsteller
- Lasse Lindh (* 1974), schwedischer Indiepop-Musiker
- Lasse Lunderskov (* 1947), dänischer Schauspieler, Musiker und Sänger
- Lasse-Maja (Lars Larsson Molin; 1785–1845), schwedischer Trickdieb
- Lasse Münstermann (* 1979), deutscher Snooker-Spieler
- Lasse Myhr (* 1980), deutscher Schauspieler
- Lasse Mølhede (* 1993), dänischer Badmintonspieler
- Lars „Lasse“ Nilsson (* 1982), schwedischer Fußballspieler
- Lasse Nolte (* 1980), deutscher Filmregisseur
- Lasse Ottesen (* 1974), norwegischer Skispringer und Skisprungtrainer
- Lasse Paulsen (* 1974), norwegischer Skirennläufer
- Lasse Petersdotter (* 1990), deutscher Politiker
- Lasse Petry (* 1992), dänischer Fußballspieler
- Lasse Pirjetä (* 1974), finnischer Eishockeyspieler
- Lasse Rempe (* 1978), deutscher Mathematiker
- Lasse Samström (* 1969), deutscher Poetry-Slam-Dichter
- Lasse Sandberg (1924–2008), schwedischer Illustrator, Zeichner und Schriftsteller
- Lasse Schöne (* 1986), dänischer Fußballspieler
- Lasse Sobiech (* 1991), deutscher Fußballspieler
- Lasse Spang Olsen (* 1965), dänischer Stuntman, Filmregisseur, Drehbuchautor
- Lasse Svan (* 1983), dänischer Handballspieler
- Lasse Thoresen (* 1949), norwegischer Komponist und Musikpädagoge
- Lasse Urpalainen (* 1995), finnischer E-Sportler
- Lasse Virén (* 1949), finnischer Leichtathlet
- Lasse Werner (1934–1992), schwedischer Jazzpianist und Filmkomponist

### Familienname
- Julius Lasse (1819–1898), sächsischer Landtagsabgeordneter (NLP)
- Max Lasse (1886–?), sächsischer Landtagsabgeordneter (VNR)

### Kunstfiguren
- Lasse, aus der Kinderbuchreihe Wir Kinder aus Bullerbü von Astrid Lindgren

## Weiteres
- Lasse (Stand), auch Late, Lite, frühmittelalterliche historische Bezeichnung für einen minderfreien/halbfreien zinshörigen Bauern
- Lasse-Oksanen-Trophäe, finnische Eishockey-Auszeichnung
- Lasse Stefanz, schwedische Dansband
- Lasse (Maine-et-Loire), ehemalige französische Gemeinde im Département Maine-et-Loire
- Lasse (Pyrénées-Atlantiques), französische Gemeinde im Département Pyrénées-Atlantiques